# پاسیلا
پاسیلا (فنلاندی: [ˈpɑsilɑ]، سوئدی: Böle) بخشی از هلسینکی فنلاند است که هم محله و هم ناحیه مرکزی-شمالی است و با مناطق آلپپیلا در جنوب، پارک مرکزی از غرب و والْلیلا در شرق هم‌مرز است.
پاسیلا یک مرکز اصلی حمل و نقل است. در قلب آن ایستگاه راه‌آهن پاسیلا، دومین ایستگاه شلوغ فنلاند قرار دارد. این ایستگاه روزانه از طریق ۹۰۰ قطار، ۴۰۰ تراموا و ۸۵۰ اتوبوس به حدود ۱۳۰۰۰۰ نفر خدمات رسانی می‌کند.

## پاسیلا مرکزی

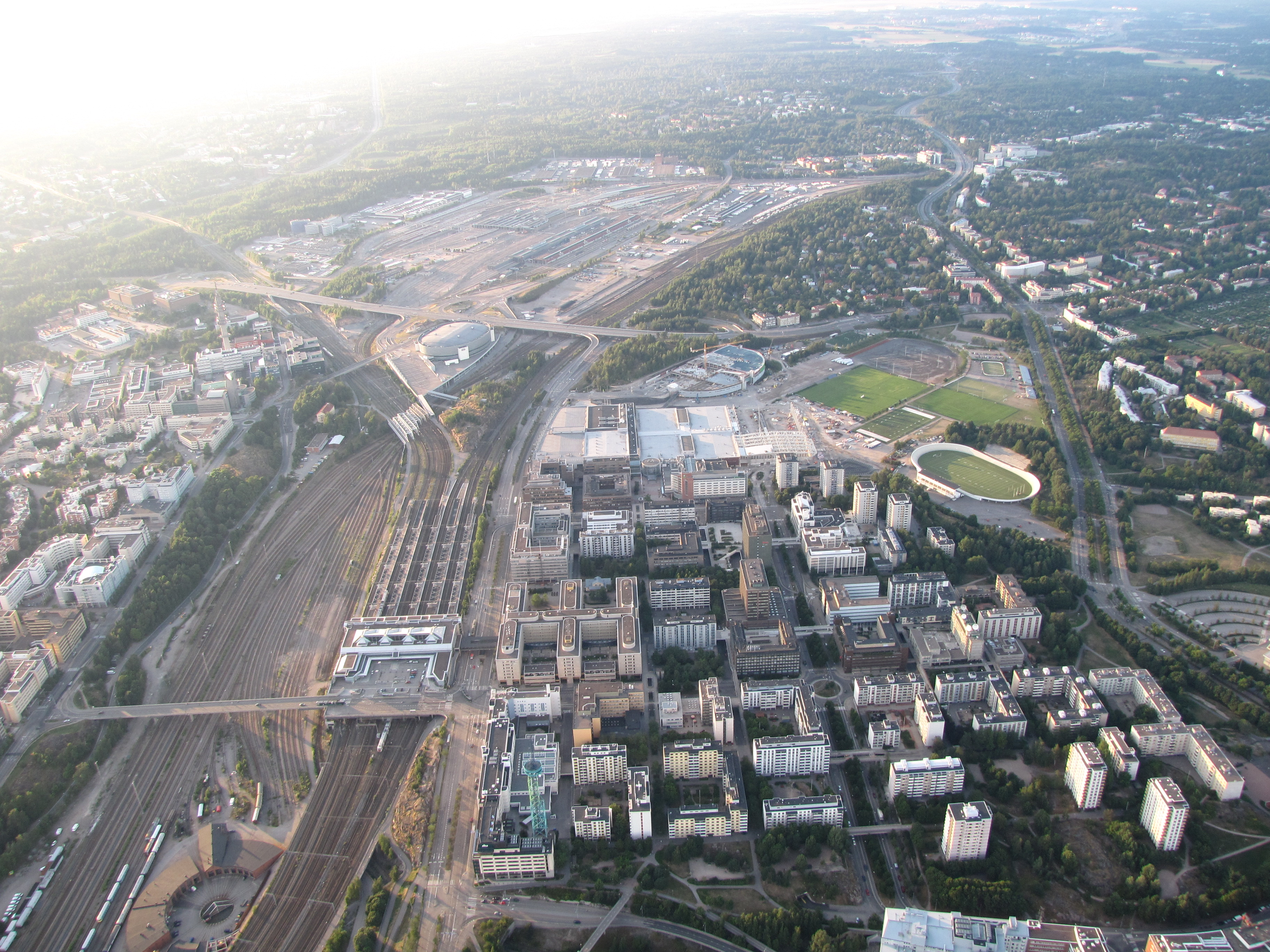
حیاط طبقه‌بندی قبلی که کل منطقه را تقسیم می‌کند در یک عکس هوایی در سال ۲۰۱۰ به وضوح قابل مشاهده است. ساختمان ایستگاه دهه ۱۹۹۰ در کنار پل بعداً تخریب شد و مجموعه تریپلای امروزی جایگزین آن شد.

بخش‌های شرقی و غربی پاسیلا قبل از شروع توسعه پاسیلا مرکزی در سال ۲۰۱۴ توسط یک ایستگاه پخش ریلیاز هم جدا شدند.
چندین پروژه در حال ساخت یا برنامه‌ریزی در نزدیکی ایستگاه راه‌آهن وجود دارد. در ارتباط با مجموعه تریپلا، چندین آسمان خراش در نظر گرفته شده‌است که بلندترین آنها با ارتفاع حدود ۱۸۰ متر از بالای ساختمان، در هوای خوب تا ساحل استونی قابل مشاهده خواهد بود.

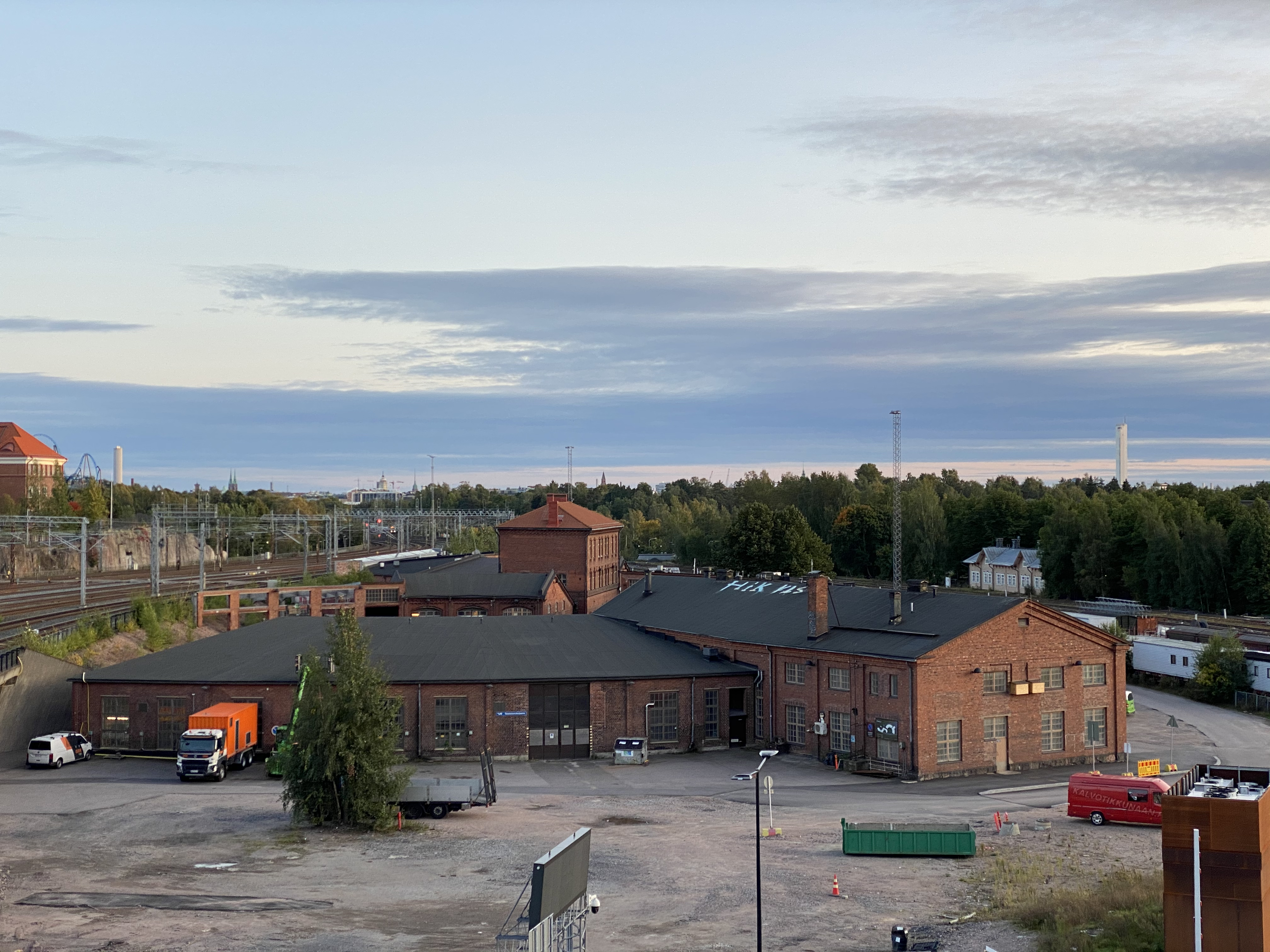
گاراژهای لوکوموتیو پاسیلا که توسط آژانس میراث حفاظت می‌شود، به انبارها، رستوران‌ها و کاربری‌های تفریحی تبدیل شده‌اند.

## غرب
پاسیلای غربی در دهه ۱۹۸۰ ساخته شد. این منطقه عمدتاً مسکونی با تقریباً ۴۵۰۰ سکنه است. ساختمان‌های آپارتمانی در پاسیلا غربی با آجر قرمز پوشیده شده‌اند. ایستگاه اصلی پلیس هلسینکی نیز در پاسیلا غربی واقع شده‌است.
پیش از دهه ۱۹۷۰، پاسیلا دارای خانه‌های چوبی فرسوده بود و به اجاره ارزان و جرم و جنایت معروف بود. امروزه تنها تعداد کمی از سازه‌های چوبی قدیمی وجود دارد.

## شرق

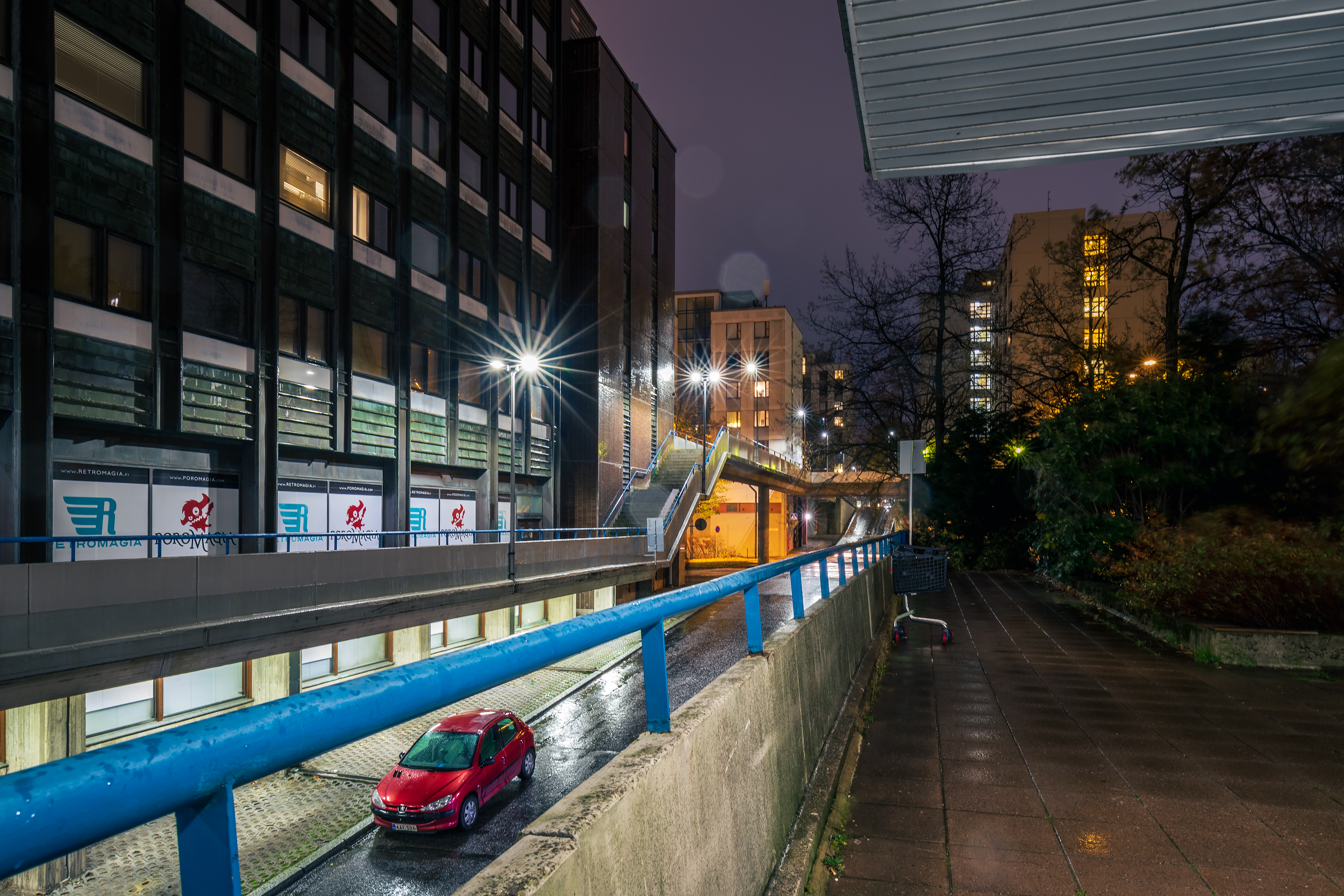
پاسیلا شرقی که به خاطر معماری بروتالیستی‌اش معروف است، در دهه‌های ۱۹۷۰ و ۱۹۸۰ ساخته شد.

پاسیلای شرقی منطقه ای با کاربری بسیار مختلط از دفاتر، آپارتمان‌ها و فضاهای تجاری است که در دهه ۱۹۷۰ و ۱۹۸۰ ساخته شده‌است. از نظر برنامه‌ریزی شهری، بارزترین ویژگی این منطقه، طراحی مناسب برای عابر پیاده است، که حول یک سکوی مرتفع و فقط برای عابر پیاده است که به همه ساختمان‌ها متصل می‌شود. این منطقه حدود ۵۰۰۰ ساکن و ۱۱۰۰۰ محل کار دارد. این منطقه پر جنب و جوش‌ترین صحنه هنر خیابانی هلسینکی و همچنین مرکز هنری شهر هلسینکی ومرکز بین‌المللی هنر خیابانی در فنلاند است.

## شمال

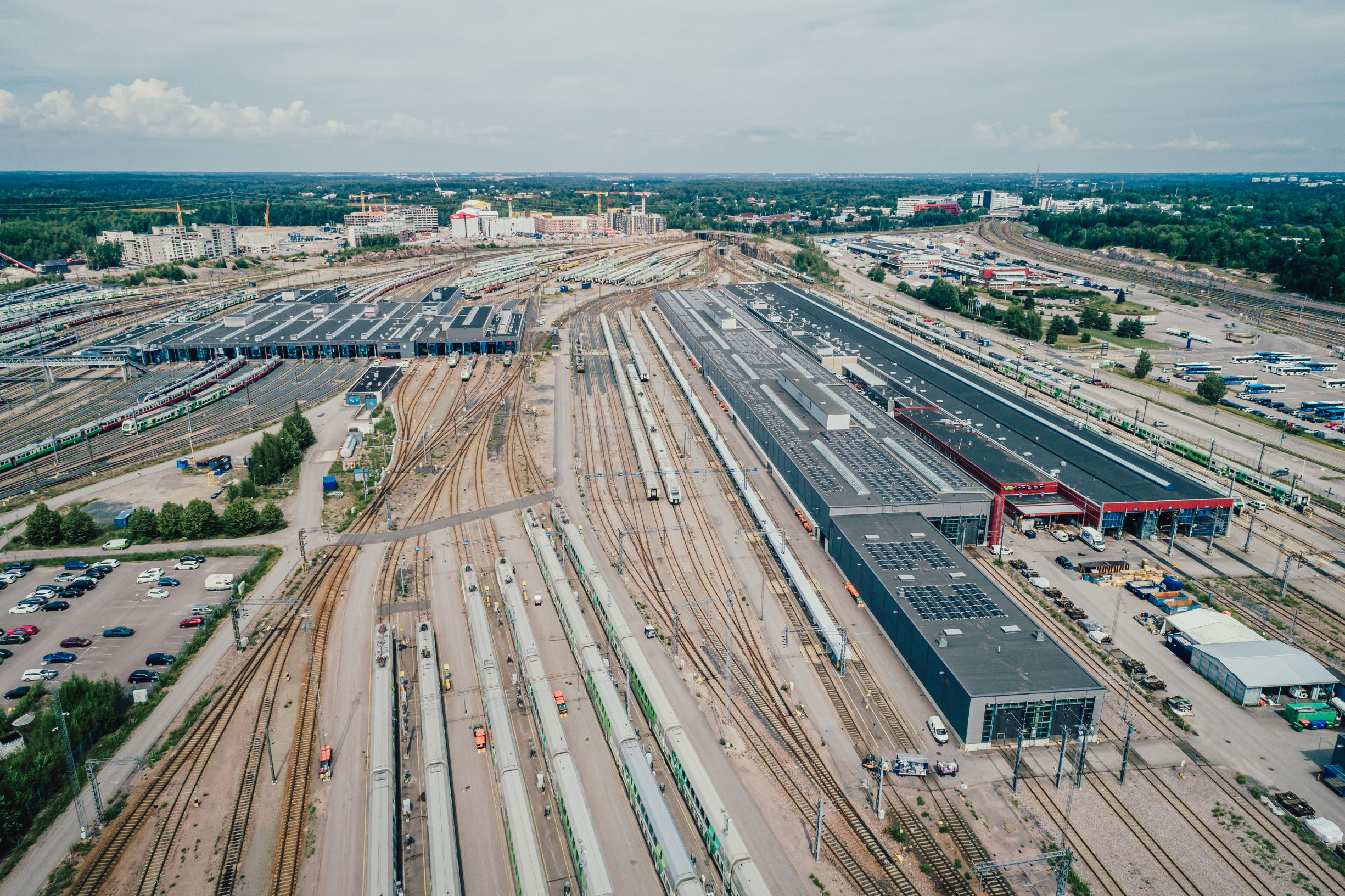
راه‌آهن ایلمالا هم قطارهای راه دور و هم قطارهای شهری را ارائه می‌دهد.

پاسیلای شمالی عمدتاً به خاطر محوطه راه‌آهن ایلمالا و منطقه مسکونی دهه ۲۰۱۰ به نام پوستیپوئیستو شناخته می‌شود.